# Agapetus joannia
Agapetus joannia är en nattsländeart som beskrevs av Donald G. Denning 1965. Agapetus joannia ingår i släktet Agapetus och familjen stenhusnattsländor. Inga underarter finns listade i Catalogue of Life.